# Museu da Batalha de Legnica

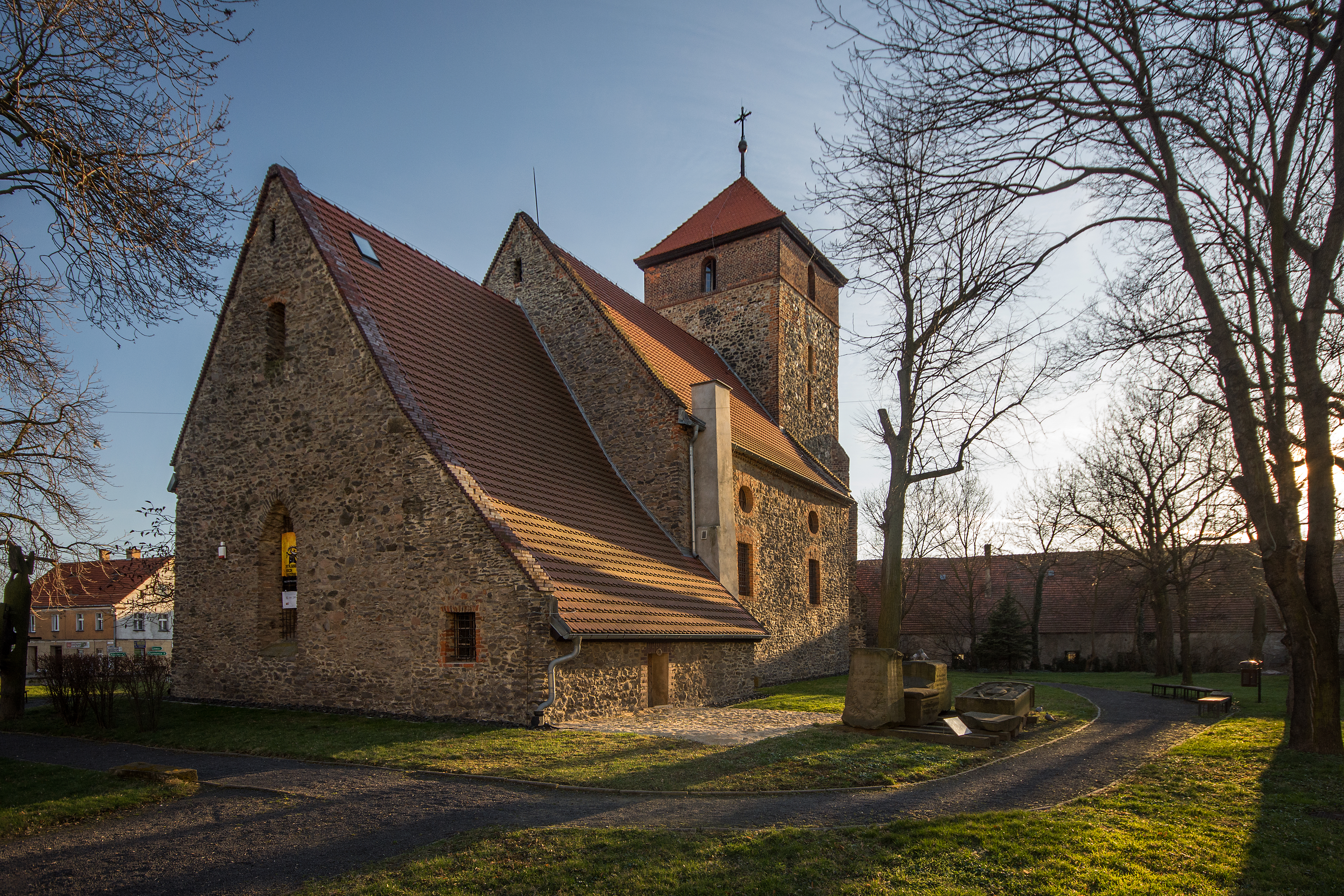
O Museu da Batalha de Legnica e os monumentos alemães militares de Legnickie Pole acumulados perto do Museu.

O Museu da Batalha de Legnica - o museu sendo o filial do Museu de Cobre em Legnica, foi inaugurado em 1961 numa igreja de Santíssima Trinidad e Santíssima Nossa Senhor em Legnickie Pole com objetivo de população da memória duma mais importantes batalhas da Polónia Medieval - batalha sob Legnica em 1241. Perto do museu ficam os monumentos alemães militares de Legnickie Pole.
A igreja gótica (da virada dos séculos XIII e XIV), na qual fica a exposição principal, foi emergida no lugar onde foi descoberto o corpo do príncipe Henrique II, o Piedoso. Na igreja são sepultados muitos beligerantes da batalha e por isso esta igreja tornou-se (desde dos tempos da Reforma) o centro de peregrinações. A exposição permanente, baseado no despacho das pesquisas científicas modernas, foi inaugurada no 750. aniversário da batalha em 1991. Entre outros, na exposição, é possível ver os exemplos da arma usada nessa época por Polacos e Mongóis (arcos, bestas, espadas, capacetes, machados, cotas de malha), gravuras velhas que ilustrem a batalha, uma replica do tumulo do Henrique II, o Piedoso. Uma referência à batalha sob Legnica é a galeria dos monumentos modernos feitos da madeira de tília colocados à volta do museu.
Em Outubro de 2016, depois de longa renovação, foi inaugurada a exposição permanente no museu.